# 紧水滩水库
紧水滩水库位于中国浙江省丽水市云和县境内龙泉溪上，是以发电为主，兼有航运、防洪等功能的大（一）型水库，又称仙宫湖。工程由水利电力部华东勘测设计研究院设计，水利电力部第十二工程局施工。
库区植被以次生林为主，属典型的中亚热带常绿阔叶林，生态公益林中有珍稀濒危植物21种。

## 建设历史
1978年10月，紧水滩电站开始动土起造。
1981年10月，大坝主体工程动工兴建。尔后，一座三圆心混凝土双曲拱坝屹立在峡谷间。
1986年6月24日，大坝下闸蓄水。

## 淹没范围
当时库区淹没了云和县的龙门、大源、赤石、库北4个公社，56个生产大队，71个自然村。淹没耕地8232.3亩，山林21522.17亩，拆迁房屋面积348231平方米。